# Die wilden Engel
Die wilden Engel ist ein US-amerikanischer Rockerfilm von B-Movie-Regielegende Roger Corman aus dem Jahr 1966. Drei Jahre vor dem legendären Easy Rider spielte Peter Fonda erstmals einen Rocker.

## Handlung
Die Rocker Heavenly Blues und Loser sind dicke Freunde. Heavenly Blues, der Boss der Gang Angels, wird von seiner Freundin Mike begleitet. Das Motorrad von Loser, der mit Gaysh verheiratet ist, wurde gestohlen. Die Gang fährt nach Mecca in Kalifornien, um das Motorrad zurückzubekommen. Dabei geraten sie in Streit mit einer rivalisierenden mexikanischen Rockergang. Als die Polizei die Massenschlägerei beenden möchte, flieht Loser auf einem Polizeimotorrad. Die Polizei schießt auf Loser und verletzt ihn schwer, ein Polizist kommt bei dieser Verfolgungsjagd ums Leben. Loser wird in ein Krankenhaus überführt. Dort versuchen die Freunde, ihn zu befreien. Sie vergewaltigen eine Krankenschwester und entführen Loser aus dem Krankenhaus. Auf der weiteren Flucht stirbt Loser, und die Gang organisiert eine Trauerfeier. Der Pfarrer wird dabei von den Rockern provoziert und gefesselt. Die Totenfeier entwickelt sich zu einer Sex- und Drogenorgie. Als die Polizei die Beerdigung auf dem Friedhofsgelände beendet, fliehen die Freunde. Nur Heavenly Blues bleibt zurück und ergibt sich seinem Schicksal.

## Entstehung
Die Idee zum Film kam, als Roger Corman im Januar 1966 im Life-Magazin ein Foto über eine Beerdigung eines Mitglieds der Hells Angels gesehen hatte. Corman wandte sich an American International Pictures (AIP) und der Film erhielt den Arbeitstitel All the Fallen Angels. Jack Nicholson, ein Freund von Corman, fand den Arbeitstitel nicht passend für den Film und empfahl den Titel The Wild Angels.
Charles B. Griffith wurde von Corman beauftragt, ein Drehbuch zu schreiben. Griffith begab sich auf die Recherche und besuchte u. a. in South Los Angeles einige Bars, die von der Rockerszene betrieben wurden. In einer dieser Lokalitäten lernte er den Hells-Angels-Chapter-Leader von Venice Beach kennen. Die Mitglieder der Hells Angels waren von dem Film angetan. Für die Unterstützung baten die Mitglieder jedoch um eine finanzielle Entschädigung. Laut Corman bekam jeder Rocker täglich 35 US-Dollar sowie zusätzlich 20 US-Dollar pro Tag für das Motorrad und 15 US-Dollar pro Tag für ihre Frau. Insbesondere die Rockerfrauen verhalfen Corman und Griffith zu wichtigen Informationen über die Rockerszene, die in den Film übernommen wurden. So soll beispielsweise die Entführung eines Rockermitglieds aus dem Krankenhaus tatsächlich stattgefunden haben. Die Mitglieder übernahmen die Komparsenrollen der Angels-Rocker.
Für die geplante Hauptrolle „Jack Black“ war eigentlich George Chakiris vorgesehen, der jedoch nicht Motorrad fahren konnte. Corman wollte allerdings auch kein Double engagieren oder eine Rückprojektion einsetzen, was jeweils mehr Kostenaufwand für weniger Authentizität bedeuten würde. Er bot die Hauptrolle daher Peter Fonda an, der ursprünglich die Rolle des „Loser“ spielen sollte, die dann an Bruce Dern ging.  Fonda war bereits 1964 in Hollywood auf seiner Triumph in Sommerkleidung schmerzhaft gestürzt, und brachte auch andere Erfahrungen ein. Die Hauptrolle wollte Fonda nur übernehmen, wenn seine Rolle „Heavenly Blues“ hieße, der englische Name der himmelblau-purpurnen Prunkwinde, deren Samen psychomimetische und halluzinogene Wirkstoffe enthalten, die laut Fonda „einen fantastischen Trip“ versprechen – Corman, Fonda und Dern drehten anschließend The Trip über LSD-Konsum. Zudem war der starre Rahmen des Harley-Choppers, den die Hauptfigur fuhr, und der bauchige Serientank in lila-dunkelblau lackiert, wobei der darauf abgebildete Drache dafür sorgt, dass das Motorrad rückblickend „Dragon Bike“ genannt wird. Das jahrzehntelang verschollene angebliche Original steht nach Wiederaufbau aus Teilen im Museum, andere werden explizit als Replika gehandelt, zumal bereits in den 1970ern inakkurate Nachbauten in Wachsmuseen standen. Abgesehen von den damals üblichen Chopper-Umbauten wie viel Chrom, dünnes 21-Zoll-Vorderrad und tiefe Sitzposition hat die Wild-Angels-Harley mit hohem Ape-Hanger-Lenker, auf Kopfhöhe abgeknickter Sissybar, und den schräg nach oben verlaufenden Fischflossen-Auspuffrohren einige besondere Merkmale die Fonda Ende 1967 für seinen „Captain America“ in Auftrag gab, um damit Easy Rider zu drehen.
Der Film hatte ein Budget von rund 360.000 US-Dollar, was für damalige Verhältnisse bereits ein Low-Budget-Film war, und wurde im März 1966 innerhalb von drei Wochen abgedreht. Der Filmeditor Monte Hellman brauchte sechs Wochen für den Schnitt. Der Film wurde in Südkalifornien gedreht. Die Anfangssequenz wurde in den Kanälen von Venice, einem Stadtteil von Los Angeles, gedreht. Der Schlussakt wurde in Idyllwild (Außenaufnahmen) und in der The Little Country Church of Hollywood in Los Angeles (Innenaufnahmen in der Kirche) gedreht. Das Friedhofsgelände war ein Set bei Idyllwild und fand nicht auf dem echten Friedhof statt. Keine einzige Szene wurde im Studio gedreht, sämtliche Innenaufnahmen wurden in echten Gebäuden aufgenommen.
Peter Bogdanovich assistierte bei Drehbuch, Kamera und Schnitt, außerdem übernahm er eine Statistenrolle. Schauspielerin Gayle Hunnicutt, die die Nebenrolle „Suzie“ verkörperte, war zu der Zeit die Freundin von Corman. Ihr wurde auf der rechten Wange eine Narbe geschminkt, da Corman sie zu schön fand.

## Veröffentlichung & deutsche Fassung
| Figur                     | Darsteller         | Deutscher Sprecher |
| ------------------------- | ------------------ | ------------------ |
| Heavenly Blues            | Peter Fonda        | Jürgen Thormann    |
| Mike                      | Nancy Sinatra      | Ilse Pagé          |
| Joseph „Loser“ Kerns      | Bruce Dern         | Randolf Kronberg   |
| Gyash                     | Diane Ladd         | Beate Hasenau      |
| Dear John                 | Buck Taylor        | Claus Jurichs      |
| Medic („der Quacksalber“) | Norman Alden       | Michael Chevalier  |
| Pigmy                     | Michael J. Pollard |                    |
| Frankenstein              | Marc Cavell        | Gerd Martienzen    |
| Joint                     | Lou Procopio       | Christian Brückner |
| Suzie                     | Gayle Hunnicutt    |                    |
| Bestatter Thomas          | Art Baker          | Klaus Miedel       |
| Pfarrer                   | Frank Maxwell      | Paul Edwin Roth    |

Am 20. Juli 1966 feierte der Film in den USA seine Uraufführung. In Deutschland kam der Film am 28. April 1967 erstmals in die Kinos.
Für die deutsche Kinofassung wurden einige Szenen gekürzt bzw. weggelassen. Die Originalfassung wurde nie vollständig deutsch synchronisiert. Die in Deutschland erhältlichen DVD- und Blu-Ray-Veröffentlichungen enthalten die Originalfassung, die unsynchronisierten Szenen sind mit einem Untertitel versehen. Auf der Blu-Ray-Veröffentlichung, welche 2018 erschien, ist zudem die deutsche Kinofassung als Extra vorhanden.
Bis in die 1970er Jahre spielte der Film etwa 15–20 Millionen US-Dollar ein – davon etwa 5 Millionen US-Dollar im ersten Jahr – und war damit der erfolgreichste Low-Budget-Independent-Film. Erst Easy Rider, mit etwa dem gleichen niedrigen Budget, konnte in den Jahren danach den finanziellen Erfolg mit rund 50 Millionen US-Dollar Einnahmen übertrumpfen.
Die Hells Angels hatten gegen Roger Corman eine Klage wegen Verleumdung in Höhe von etwa vier Millionen US-Dollar eingereicht, weil er ihr Ansehen verunglimpft habe. Ihre Klage wurde abgewiesen.

## Kritiken
Der Film erhielt gemischte Kritiken, der US-amerikanische Aggregator Rotten Tomatoes erfasst 63 % wohlwollende Kritiken. Er nahm am Wettbewerb der Internationalen Filmfestspiele von Venedig 1966 teil und war Teil des Retrospective-Programms der Internationalen Filmfestspiele Berlin 2004

„Der realistisch angelegte Film ist psychologisch ungenügend motiviert. Er behandelt das Generationsproblem nur oberflächlich und erschöpft sich weitgehend in der Darstellung der Raufereien und orgiastischen Parties der Jugendlichen. Doch trotz seiner spekulativen Elemente vermittelt der Film, in Erzählhaltung und Inszenierung, ein wenig vom Lebensgefühl der aufbegehrenden Jugend in den 60er Jahren.“

„Der Versuch, die Probleme kalifornischer Beatniks darzustellen, bleibt bei der vordergründigen Darstellung von Schlägereien und Orgien auf der Strecke. Ein grobschlächtig-farbiges Unternehmen, das wegen seiner primitiven Spekulation keine Empfehlung verdient.“

## Weiterführende Informationen
Literatur
- Robert Zion: Roger Corman. Die Rebellion des Unmittelbaren. 1. Auflage. Books on Demand, Norderstedt 2018, ISBN 978-3-7481-0101-7, S. 219–228.

Weblinks
- Die wilden Engel bei IMDb
- The Wild Angels bei Rotten Tomatoes (englisch)
- Die wilden Engel in der Deutschen Synchronkartei

Belege
1. 1 2  Jeff Stafford: The Wild Angels. In: Turner Classic Movies. Archiviert vom Original (nicht mehr online verfügbar) am 18. Oktober 2019; abgerufen am 18. Oktober 2019 (englisch).  Info: Der Archivlink wurde automatisch eingesetzt und noch nicht geprüft. Bitte prüfe Original- und Archivlink gemäß Anleitung und entferne dann diesen Hinweis.
2. 1 2 3 4 5 6 7 8 9 10  Mike Siegel. Audiokommentar in Die Wilden Engel [DVD + Blu-Ray]. Koch Media GmbH. 2018.
3. ↑  https://nationalmcmuseum.org/2019/08/28/dragon-bike-from-wild-angels-is-here-directed-by-peter-fonda/
4. ↑  https://www.mecum.com/lots/540339/1956-harley-davidson-fle-panhead/
5. ↑  https://motorcycleandmotorcycle.blogspot.com/2008/12/dragon-bike-tank-art-of-week-celebrity.html
6. ↑  Die wilden Engel. In: Rotten Tomatoes. Fandango, abgerufen am 27. Dezember 2024 (englisch, aggregiert aus 19 Kritiken).
7. ↑  Die wilden Engel. In: Lexikon des internationalen Films. Filmdienst, abgerufen am 19. September 2016.
8. ↑  Evangelischer Filmbeobachter, Evangelischer Presseverband München, Kritik Nr. 181/1967.